# Shivanee Ramlochan
Shivanee Ramlochan   (Saint Joseph, 1986) és una poeta, crítica literària i reportera d'esdeveniments artístics. L'any 2017 l'editorial Peepal Tree Press va publicar el seu primer poemari, titulat Everyone Knows I Am a Haunting. Ramlochan ha participat activament en esdeveniments literaris de les illes i ha contribuït a donar a conèixer autors de la regió mitjançant la seva tasca com a crítica literària.

## Biografia
Infantesa i joventut
Shivanee Ramlochan va néixer l'any 1986 a la ciutat de Saint Joseph, la ciutat més antiga de Trinitat i Tobago, de pares indocaribenys. Va créixer en un context familiar tradicional, però alhora permissiu i, tot i que els seus pares eren fidels als seus ideals, sempre estaven disposats a escoltar altres punts de vista. De petita va viure entre dues religions: la seva mare, Deborah, és catòlica i la família per part del seu pare, Suresh, és hinduista. Els seus pares, però, no van tenir una visió didàctica de la religió. Tot i que se sentia més atreta per l'hinduisme, mai va acabar d'entendre’l i, tot i que entenia més el cristianisme, mai va d'acabar de connectar-hi.
La seva mare, professora de literatura anglesa, li conferia molta llibertat a l'hora d'escollir les seves lectures. Gràcies a això, Ramlochan va créixer envoltada de llibres. Durant la seva infantesa i joventut l'atreien, en general, textos que tenien el risc com a tema central, entès amb relació a la ideologia política, a l'alineació social o bé materialitzat en un perill físic que impliqués la presència de la mort. Un dels llibres que més la va marcar i fascinar és la novel·la titulada El Déu de les coses petites, de l'autora i activista índia Arundhati Roy, que va llegir quan tenia 12 anys. Encara que la poesia estava present a la seva vida des de petita, no va ser fins als 17 anys que, al llegir textos poètics del poeta espanyol Federico García Lorca, va interessar-se profundament per un poeta. Tot i així, l'obra que més la va marcar i ha contribuït notablement a la seva formació com a escriptora és Wide Sargasso Sea, de l'escriptora Jean Rhys.
Shivanee Ramlochan va estudiar Literatura i Espanyol a la University of the West Indies, al campus Saint Agustine de Trinitat i Tobago.
Carrera literària
L'any 2010 va ser seleccionada per formar part del Cropper Foundation Residential Workshop for Emerging Caribbean Writers (Toco, Trinitat) i va conèixer autors importants de Trinitat i Tobago, tals com Danielle Boodoo-Fortuné, Andre Bagoo, Alake Pilgrim i Colin Robinson. L'any 2016 també va participar CaribLit Fiction Editing Workshop (Georgetown, Guyana) i al Callaloo Creative Writing Workshop (University of the West Indies, Cave Hill, Barbados).
Alguns dels seus poemes que després van formar part del seu primer poemari es van publicar a revistes de poesia, com Cordite Poetry Review, The Caribbean Review of Books, Alice Yard i Small Axe. Posteriorment a la seva publicació, altres poemes del llibre han aparegut a publicacions de la Poetry Foundation i la Poetry School, entre d'altres. L'artista i poeta de les Bahames Sonia Farmer ha fet una reinterpretació gràfica i ha creat una instal·lació basada en el seu conjunt de poemes “The Red Thread Cycle”, que té com a tema central la violència sexual.
Ramlochan ha participat a diversos festivals internacionals de poesia. També ha participat al projecte Douen Islands, un projecte col·laboratiu, en el qual també van participar els artistes Andre Bagoo (escriptor), Kriston Chen (dissenyador gràfic), Rodnell Warner i Brianna McCarthy (artistes) i Sharda Pastar (músic), que tenia com a objectiu explorar el que una figura del folklore de l'illa, el douen, pot dir de la societat contemporània de Trinitat i Tobago.
Carrera com a crítica literària
L'abril del 2010 Shivanee Ramlochan va engegar el seu blog Novel Niche i des d'aleshores hi publica ressenyes i parla d'una gran varietat de llibres i d'autors, amb un èmfasi a la literatura caribenya. Arran de la seva estada al Cropper Foundation Residential Workshop for Emerging Caribbean Writers, el poeta Nicholas Laughlin la va contactar per cobrir alguns esdeveniments de la primera edició del famós i important festival literari de literatura caribenya Bocas Lit Fest. Des d'aleshores hi ha participat activament organitzant i cobrint actes del festival. Ha escrit ressenyes literàries pel Trinidad Guardian’s Sunday Arts Section i The Caribbean Review of Books. Actualment n’escriu per la publicació Caribbean Beat Magazine i pel blog de la llibreria Paper Based, l'única llibreria especialitzada en literatura caribenya de l'illa.

## Premis i reconeixements
- 2014: segon lloc al Small Axe Literary Competition for Poetry pel conjunt de poemes “The Red Thread Cycle”.
- 2018: finalista al People’s Choice T&T Book of the Year pel seu poemari Everyone Knows I Am a Haunting.
- 2018: Everyone Knows I Am a Haunting forma part de la llista de seleccionats del Felix Dennis Prize a la categoria de Millor Primer Poemari.
- 2018: finalista del Bridport Prize for Poetry.

## Obra

### Temes i motius recurrents
La poesia de Shivanee Ramolchan té un component molt gran de denúncia social, és compromesa políticament i aborda temes que afecten diàriament a l'illa i a la regió.
Un dels temes recurrents a la poesia de Shivanee Ramlochan són els efectes negatius del patriarcat i l'heterormativitat sobre determinats cossos i subjectes, especialment en el context de Trinitat i Tobago. Concretament, la violència sexual exercida sobre les dones és present en molts dels seus poemes: per exemple, el conjunt de poemes "The Red Thread Cycle" i el poema "Clink Clink" tenen l'abús sexual i la violació, així com la impunitat de la qual gaudeixen, tant per part de les autoritats policials com de la família. Tot i així, els poemes de Shivanee Ramlochan també desafien el sistema i l'ordre patriarcals i hi apareixen dones amb molta agència i capacitat transformativa, dones que no volen quedar-se en silenci davant la misogínia i una llarga història d'opressió. En aquesta línia, els seus poemes també proposen maneres de reimaginar i negociar les categories de gènere i sexualitat des d'una perspectiva queer i utilitzant motius i imatges provinents de la cultural i el folklore caribeny.
Un altre tema central a la seva poesia és l'herència colonial, sobretot amb relació a la identitat indocaribenya. Alguns dels seus poemes a Everyone Knows I Am a Haunting tracten l'identiat coolie i el tema de la continuació de l'esclavitud en forma de treballadors no abonats. Molts dels seus poemes també incorporen deïtats hindus i elements del cristianisme.
Entre les seves influències es troben els autors Jean Rhys, Vahni Capildeo, Danielle Boodoo-Fortuné i Gaiutra Bahadur, així com Federico García Lorca i Gabriel García Márquez.

### Publicacions
Poesia
- 2011: “Good Names for Three Children” i “Kalah”. tongues of the ocean.
- 2015: Alguns dels seus poemes han estat inclosos a l'antologia Coming Up Hot: Eight New Poets From The Caribbean. Peekash.
- 2017: Everyone Knows I Am a Hauting. Peepal Tree Press. Tres dels poemes d'aquest poemari, “El ciclo del hilo rojo: 1. En el tercer año de la violación”, “Cling Cling” i “Vivek escoge sus maridos” van ser traduïts a l'espanyol i inclosos a l'antologia de poetes caribenyes contemporànies The Sea Needs No Ornament / El mar no necesita ornamento (eds. i trads. Loretta Collins Klobah i Maria Grau Perejoan). Leeds: Peepal Tree Press, 2020.
- 2019: "La Criatura Standfasts the Forest", "That Barbaric Light" i "Summoner". Anomalous Press.
- 2019: “The Young Indian Witch Learns How To Pray”, “The Nameless Girl And The. Natures of Blood” i “My Father And His Father Before Him”. Thicker Than Water: New writing from the Caribbean (ed. Funso Aiyejina).
- 2019: “All the Flesh Singing”. Bodies Built for Game: The Prairie Schooner Anthology of Contemporary Sports Writing (ed. Natalie Diaz). University of Nebraska Press.
- 2020: "My Grandmother Plaits My Hair at the End of the World". Poema encarregat pel Ledbury Poetry Festival.
- 2020: "A Letter from the Leader of the Android Rebellion, to the Last Plantation Owner of the Federated Caribbean Bloc". Reclaim, Restore, Return: Futurist Tales from the Caribbean (eds. Karen Lord and Tobias S. Buckell). Caribbean Futures Institute & NGC Bocas Lit Fest.

Altres textos
- 2016: “Postscript”. Indo-Caribbean Feminist Thought: Genealogies, Theories, Enactments (eds. Gabrielle Jamela Hosein i Lisa Outar). Londres: Palgrave Macmillan.
- 2018: “Introduction”. In a World of Their Own: Carnival Dreamers & Makers, fotografies de Maria Nunes. Trinitat i Tobago: Robert & Christopher Publishers.
- 2019: “The Good Brown Girl: questioning obedience in Indo-Caribbean women”. Brave New Words: The Power of Writing Now (ed. Susheila Nasta). Brighton: Myriad Editions.